# Волна (Краснодарский край)
Волна́ — посёлок в Темрюкском районе Краснодарского края, на черноморском (южном) береге Таманского полуострова.
Входит в состав Таманского сельского поселения.

## География

### Улицы
- Ул. Боспорская
- Ул. Тмутараканская
- б-р Приморский,
- ул. Бугазская,
- ул. Виноградная,
- ул. Ленина,
- ул. Мира,
- ул. Набережная,
- ул. Победы,

- ул. Приморская,
- ул. Садовая,
- ул. Солнечная,
- ул. Таманская,
- ул. Цветочная,
- ул. Школьная.

## Население
| 2002 | 2010 | 2021 |
| ---- | ---- | ---- |
| 692  | ↘549 | ↗707 |

## Археология
В 4 км севернее посёлка Волна у подножия горы Зеленская (юго-западная часть Таманского полуострова) в некрополе «Волна-1» был найден шлем коринфского типа группы «Гермиона» (V век до нашей эры).